# Campeonato Mundial de Esqui Estilo Livre de 2013 - Ski cross masculino
A prova do ski cross masculino do Campeonato Mundial de Esqui Estilo Livre de 2013 foi disputada no dia 10 de março em Voss na Noruega. Participaram 54 atletas de 21 nacionalidades.

## Medalhistas
| Ouro                        | Prata               | Bronze            |
| Jean-Frédéric Chapuis (FRA) | Bastien Midol (FRA) | John Teller (USA) |

## Resultados

### Qualificação
54 atletas participaram do processo qualificatório. Os 32 melhores avançaram para as oitavas de final.
| Pos, | Bib | Esquiador               | Nacionalidade  | Tempo   | Notas |
| ---- | --- | ----------------------- | -------------- | ------- | ----- |
| 1    | 3   | Jouni Pellinen          | Finlândia      | 56.15   | Q     |
| 2    | 16  | Jean-Frédéric Chapuis   | França         | 56.27   | Q     |
| 3    | 10  | Tomáš Kraus             | Chéquia        | 56.44   | Q     |
| 4    | 25  | Bastien Midol           | França         | 56.53   | Q     |
| 5    | 15  | Christopher Del Bosco   | Canadá         | 56.60   | Q     |
| 6    | 8   | Filip Flisar            | Eslovênia      | 56.60   | Q     |
| 7    | 22  | Jonas Devouassoux       | França         | 56.61   | Q     |
| 8    | 5   | Anton Grimus            | Austrália      | 56.64   | Q     |
| 9    | 14  | Daniel Bohnacker        | Alemanha       | 56.68   | Q     |
| 10   | 4   | Brady Leman             | Canadá         | 56.73   | Q     |
| 11   | 13  | John Teller             | Estados Unidos | 56.82   | Q     |
| 12   | 17  | Andreas Matt            | Áustria        | 56.85   | Q     |
| 13   | 7   | Tristan Tafel           | Canadá         | 56.85   | Q     |
| 14   | 23  | Simon Stickl            | Alemanha       | 57.00   | Q     |
| 15   | 12  | Andreas Schauer         | Alemanha       | 57.04   | Q     |
| 16   | 9   | Alex Fiva               | Suíça          | 57.05   | Q     |
| 17   | 20  | Scott Kneller           | Austrália      | 57.08   | Q     |
| 18   | 30  | Christian Mithassel     | Noruega        | 57.17   | Q     |
| 19   | 1   | David Duncan            | Canadá         | 57.29   | Q     |
| 20   | 29  | Viktor Andersson        | Suécia         | 57.31   | Q     |
| 21   | 18  | Egor Korotkov           | Rússia         | 57.38   | Q     |
| 22   | 42  | Franz Promok            | Áustria        | 57.44   | Q     |
| 23   | 26  | Thomas Zangerl          | Áustria        | 57.59   | Q     |
| 24   | 34  | Conradign Netzer        | Suíça          | 57.64   | Q     |
| 25   | 19  | Joe Swensson            | Estados Unidos | 57.66   | Q     |
| 26   | 47  | Marco Tomasi            | Itália         | 57.68   | Q     |
| 27   | 21  | Didrik Bastian Juell    | Noruega        | 57.69   | Q     |
| 28   | 38  | Ivan Anikin             | Rússia         | 57.76   | Q     |
| 29   | 32  | Peter Stähli            | Suíça          | 57.79   | Q     |
| 30   | 36  | Sergey Mozhaev          | Rússia         | 57.81   | Q     |
| 31   | 35  | John Eklund             | Suécia         | 57.84   | Q     |
| 32   | 28  | Morten Ring Christensen | Noruega        | 57.89   | Q     |
| 33   | 27  | Lars Lewen              | Suécia         | 57.92   |       |
| 34   | 33  | Thomas Borge Lie        | Noruega        | 57.94   |       |
| 35   | 39  | Jakub Kopřiva           | Chéquia        | 58.00   |       |
| 36   | 40  | Christoph Wahrstoetter  | Áustria        | 58.06   |       |
| 37   | 43  | Marcin Orlowski         | Polónia        | 58.23   |       |
| 38   | 44  | Jamie Prebble           | Nova Zelândia  | 58.29   |       |
| 39   | 48  | Diego Castellaz         | Itália         | 58.30   |       |
| 40   | 46  | Kenji Kono              | Japão          | 58.43   |       |
| 41   | 31  | Louis-Pierre Hélie      | Canadá         | 58.50   |       |
| 42   | 54  | Edward Drake            | Grã-Bretanha   | 58.52   |       |
| 43   | 52  | Stephan Miribung        | Itália         | 58.52   |       |
| 44   | 37  | Roman Ilin              | Rússia         | 58.52   |       |
| 45   | 45  | Mateusz Habrat          | Polónia        | 58.70   |       |
| 46   | 41  | Stefan Thanei           | Itália         | 58.78   |       |
| 47   | 49  | Borja Gregorio          | Espanha        | 59.13   |       |
| 48   | 53  | Matic Masterl           | Eslovênia      | 1:00.04 |       |
| 49   | 50  | Federico Pastore        | Argentina      | 1:01.69 |       |
| 50   | 51  | Tomas Bartalský         | Eslováquia     | 1:01.80 |       |
| 51   | 2   | Jonathan Midol          | França         | 1:18.55 |       |
| 52   | 6   | Armin Niederer          | Suíça          | DNF     |       |
| 52   | 11  | Victor Öhling Norberg   | Suécia         | DNF     |       |
| 52   | 24  | Thomas Fischer          | Alemanha       | DNS     |       |

### Eliminatória
Os 32 melhores qualificados avançaram para as oitavas de final. A partir daqui, participaram de corridas de eliminação com quatro pessoas cada grupo, sendo os dois melhores de cada corrida avançando para a fase seguinte até a final. 

#### Oitavas de final
| Pos. | Bib | Esquiador                     | Notas |
| ---- | --- | ----------------------------- | ----- |
| 1    | 16  | Alex Fiva (SUI)               | Q     |
| 2    | 1   | Jouni Pellinen (FIN)          | Q     |
| 3    | 17  | Scott Kneller (AUS)           |       |
|      | 32  | Morten Ring Christensen (NOR) | DNS   |

| Pos. | Bib | Esquiador                   | Notas |
| ---- | --- | --------------------------- | ----- |
| 1    | 12  | Andreas Matt (AUT)          | Q     |
| 2    | 5   | Christopher Del Bosco (CAN) | Q     |
| 3    | 28  | Ivan Anikin (RUS)           |       |
| 4    | 21  | Egor Korotkov (RUS)         |       |

| Pos. | Bib | Esquiador            | Notas |
| ---- | --- | -------------------- | ----- |
| 1    | 3   | Tomáš Kraus (CZE)    | Q     |
| 2    | 30  | Sergey Mozhaev (RUS) | Q     |
| 3    | 19  | David Duncan (CAN)   |       |
| 4    | 14  | Simon Stickl (GER)   |       |

| Pos. | Bib | Esquiador               | Notas |
| ---- | --- | ----------------------- | ----- |
| 1    | 10  | Brady Leman (CAN)       | Q     |
| 2    | 26  | Marco Tomasi (ITA)      | Q     |
| 3    | 23  | Thomas Zangerl (AUT)    |       |
| 4    | 7   | Jonas Devouassoux (FRA) |       |

| Pos. | Bib | Esquiador              | Notas |
| ---- | --- | ---------------------- | ----- |
| 1    | 9   | Daniel Bohnacker (GER) | Q     |
| 2    | 8   | Anton Grimus (AUS)     | Q     |
| 3    | 24  | Conradign Netzer (SUI) |       |
| 4    | 25  | Joe Swensson (USA)     |       |

| Pos. | Bib | Esquiador              | Notas |
| ---- | --- | ---------------------- | ----- |
| 1    | 4   | Bastien Midol (FRA)    | Q     |
| 2    | 13  | Tristan Tafel (CAN)    | Q     |
| 3    | 29  | Peter Stähli (SUI)     |       |
| 4    | 20  | Viktor Andersson (SWE) |       |

| Pos. | Bib | Esquiador                  | Notas |
| ---- | --- | -------------------------- | ----- |
| 1    | 11  | John Teller (USA)          | Q     |
| 2    | 6   | Filip Flisar (SLO)         | Q     |
| 3    | 22  | Franz Promok (AUT)         |       |
| 4    | 27  | Didrik Bastian Juell (NOR) |       |

| Pos. | Bib | Esquiador                   | Notas |
| ---- | --- | --------------------------- | ----- |
| 1    | 15  | Andreas Schauer (GER)       | Q     |
| 2    | 2   | Jean-Frédéric Chapuis (FRA) | Q     |
| 3    | 18  | Christian Mithassel (NOR)   |       |
| 4    | 31  | John Eklund (SWE)           |       |

#### Quartas de final
| Pos. | Bib | Esquiador              | Notas |
| ---- | --- | ---------------------- | ----- |
| 1    | 1   | Jouni Pellinen (FIN)   | Q     |
| 2    | 8   | Anton Grimus (AUS)     | Q     |
| 3    | 16  | Alex Fiva (SUI)        |       |
| 4    | 9   | Daniel Bohnacker (GER) |       |

| Pos. | Bib | Esquiador            | Notas |
| ---- | --- | -------------------- | ----- |
| 1    | 6   | Filip Flisar (SLO)   | Q     |
| 2    | 11  | John Teller (USA)    | Q     |
|      | 30  | Sergey Mozhaev (RUS) | DNF   |
|      | 3   | Tomáš Kraus (CZE)    | DNF   |

| Pos. | Bib | Esquiador                   | Notas |
| ---- | --- | --------------------------- | ----- |
| 1    | 4   | Bastien Midol (FRA)         | Q     |
| 2    | 5   | Christopher Del Bosco (CAN) | Q     |
| 3    | 13  | Tristan Tafel (CAN)         |       |
|      | 12  | Andreas Matt (AUT)          | DNF   |

| Pos. | Bib | Esquiador                   | Notas |
| ---- | --- | --------------------------- | ----- |
| 1    | 2   | Jean-Frédéric Chapuis (FRA) | Q     |
| 2    | 26  | Marco Tomasi (ITA)          | Q     |
| 3    | 15  | Andreas Schauer (GER)       |       |
| 4    | 10  | Brady Leman (CAN)           |       |

#### Semifinal
| Pos. | Bib | Esquiador                   | Notas |
| ---- | --- | --------------------------- | ----- |
| 1    | 1   | Jouni Pellinen (FIN)        | Q     |
| 2    | 4   | Bastien Midol (FRA)         | Q     |
| 3    | 5   | Christopher Del Bosco (CAN) |       |
| 4    | 8   | Anton Grimus (AUS)          |       |

| Pos. | Bib | Esquiador                   | Notas |
| ---- | --- | --------------------------- | ----- |
| 1    | 2   | Jean-Frédéric Chapuis (FRA) | Q     |
| 2    | 11  | John Teller (USA)           | Q     |
| 3    | 26  | Marco Tomasi (ITA)          |       |
| 4    | 6   | Filip Flisar (SLO)          |       |

#### Final
| Pos. | Bib | Esquiador                   | Notas |
| ---- | --- | --------------------------- | ----- |
| 5    | 6   | Filip Flisar (SLO)          |       |
| 6    | 5   | Christopher Del Bosco (CAN) |       |
| 7    | 8   | Anton Grimus (AUS)          |       |
| 8    | 26  | Marco Tomasi (ITA)          |       |

| Pos.              | Bib | Esquiador                   | Notas |
| ----------------- | --- | --------------------------- | ----- |
| Medalha de ouro   | 2   | Jean-Frédéric Chapuis (FRA) |       |
| Medalha de prata  | 4   | Bastien Midol (FRA)         |       |
| Medalha de bronze | 11  | John Teller (USA)           |       |
|                   | 1   | Jouni Pellinen (FIN)        | DNF   |

Legenda
| Recorde mundial       | Recorde mundial (World record)               |                       | Recorde africano                      | Recorde africano (African) |                                           | Q | Classificado por posição (Qualified) |
| Recorde do campeonato | Recorde do campeonato (Championship record)  | Recorde da América    | Recorde da América (Americas)         | q                          | Classificado por melhor tempo (Qualified) |   |                                      |
| Melhor marca do ano   | Melhor marca do ano (World leading)          | Recorde asiático      | Recorde asiático (Asian)              | DNS                        | Não largou (Did not start)                |   |                                      |
| Recorde nacional      | Recorde nacional (National record)           | Recorde europeu       | Recorde europeu (European)            | DNF                        | Não terminou (Did not finish)             |   |                                      |
| Recorde pessoal       | Recorde pessoal do atleta (Personal best)    | Recorde da Oceania    | Recorde da Oceania (Oceania)          | DSQ / DQ                   | Desclassificado (Disqualified)            |   |                                      |
| Recorde da temporada  | Recorde da temporada do atleta (Season best) | Recorde sul-americano | Recorde sul-americano (South America) | NM                         | Sem marca (No mark)                       |   |                                      |